# Antonina Canyelles i Colom
Antonina Canyelles i Colom   (Palma, 15 de setembre de 1942) és una poeta mallorquina. En el camp de l'educació del lleure va introduir en l'escoltisme el mètode mixt buscarets, molt important per a l'evolució de la metodologia coeducativa.

## Biografia
Filla d'una modista i d'un empresari de la construcció, als 19 anys va començar a estudiar treball social. Poc després els seus pares moririen amb pocs mesos de diferència i ella va ser diagnosticada de tuberculosi, fet que l'obliga a fer repòs a casa d'uns familiars, on entra en contacte amb la literatura. Després d'aquest temps, va obrir una lliberia de segona mà conjuntament amb l'editor Lleonard Muntaner. Més endavant, va treballar com a professora de català al col·legi Pius XII de Palma, i al cap d'uns anys va deixar la docència per obrir una botiga d'antiguitats.
Va publicar el seu primer llibre de poemes el 1980, amb el que va obtenir el premi Marià Aguiló. Un any després publicaria Patchwork. Continua escrivint, però no torna a publicar fins al 2005, amb Piercing. El 2007 torna amb D'estructura circular. Amb els reculls Putes i consentits. Antologia poètica i Tasta'm. 34 poemes inèdits, publicats a l'editorial Lapislàtzuli, obté el reconeixement de la crítica. Després publica La duna i la cascada (2013), Nus baixant una escala (2015), Les banyes del croissant (2018), Exercicis d'una mà insomne (2021) i Bistecs de pantera (2023).Acaba de publicar Xampú Xampany (Lapislàtzuli, 2025).
El 2015 Putes i consentits va ser adaptada al teatre per la companyia La Rabera Eclèctica. També forma part del catàleg Women Writers in Catalan (Raig Verd, 2017) com una de les escriptores catalanes més representatives de tots els temps. El mateix any es va publicar el llibre de foto-poesia Panoptik, on 21 fotògrafs de reconegut prestigi il·lustren els seus poemes. El 2018 Sílvia Campins escriu un assaig literari sobre l'autora titulat Mai de mai, bandera blanca (una aproximació a la poesia d'Antonina Canyelles). El 2020 es va descobrir una placa d'homenatge a la poeta a la plaça de Na Camel·la de Manacor. El 2025 es prepara un documental sobre la seva figura. La companyia mallorquina Estudi Zero ha estrenat l'espectacle teatral El gran manicomi, basat en poemes d'Antonina Canyelles. Alguns poemes seus han estat traduïts al castellà, al francès, a l'anglès, a l'alemany i a l'amazig.

## Obres
- Quadern de conseqüències. Palma: autopublicat (1980)
- Patchwork: dibuixos i poemes. Palma: autopublicat (1981)
- Piercing. Palma: Lleonard Muntaner (2005)
- D'estructura circular. Palma: Can Sifré (2007)
- Tasta’m. Barcelona: Lapislàtzuli (2011)
- Putes i consentits (Antologia poètica). Barcelona: Lapislàtzuli (2011, 2014, 2020 ed. il·lustrada i 2024)
- La duna i la cascada. Barcelona: Edicions 62 (2013)
- Nus baixant una escala. Barcelona: Lapislàtzuli (2015)
- Panoptik. Fotopoesia. Barcelona: Espe Codina ed. (2017) (selecció de poemes il·lustrats per 21 fotògrafs. Edició bilingüe català-castellà).
- Les banyes del croissant. Barcelona: Lapislàtzuli (2018)
- Exercicis d'una mà insomne. Barcelona: Lapislàtzuli (2021)[11]
- Bistecs de pantera. Barcelona: Lapislàtzuli (2023)
- Xampú Xampany. Barcelona: Lapislàtzuli (2025)